# Aharon Brizon
Aharon Brizon (hebrejsky: אהרן בריזון, neformálně Roni Brizon, רוני בריזון) je izraelský politik a bývalý poslanec Knesetu za stranu Šinuj.

## Biografie
Narodil se 16. října 1944 v Tel Avivu. Sloužil v izraelské armádě. Vystudoval filozofii v bakalářském programu na Telavivské univerzitě a politologii v magisterském studiu na Hebrejské univerzitě. Hovoří hebrejsky, německy a anglicky.

## Politická dráha
Působil jako publicista. Psal pro listy ha-Ir a ha-Šinuj.
V izraelském parlamentu zasedl po volbách do Knesetu v roce 2003, v nichž nastupoval za stranu Šinuj. Byl členem výboru pro záležitosti vnitra a životního prostředí, výboru pro zahraniční dělníky, výboru finančního a výboru House Committee.
Ke konci volebního období došlo ve straně Šinuj k rozkolu, při kterém ji opustila většina poslaneckého klubu včetně Brizona a založila novou politickou formaci Chec. Ta ale ve volbách do Knesetu v roce 2006 nezískala dost hlasů pro přidělení mandátu.